# Trygghamna
Trygghamna (literalment en noruec: port segur) és una badia de 6 km d'amplada al sud de l'Isfjorden, a l'illa de Spitsbergen, Svalbard. Aquesta badia es troba sota les muntanyes Protektorfjellet (849 m), Alkhornet (616 m) a l'oest i Värmlandsryggen (575 m) a l'est. Hi ha una glacera (Kjerulfbreen) que flueix cap al fons de la badia. Aquest va ser un lloc segur d'ancoratge molt usat pels vaixells baleners en temps antics. La zona forma part del Parc Nacional de Nordre Isfjorden.